# ГЕС Chute-des-Passes
ГЕС Chute-des-Passes  – гідроелектростанція у канадській провінції Квебек. Знаходячись перед ГЕС Перібонка, становить верхній ступінь каскаду у сточищі річки Сагне, яка за сто вісімдесят кілометрів на північний схід від міста Квебек впадає ліворуч до річки Святого Лаврентія (дренує Великі озера).
Станція розташована на річці Перібонка, найбільшому допливу озера Сен-Жан, з якого й бере початок згадана вище Сагне. Ще в 1943 році для забезпечення роботи всього розташованого нижче по течії каскаду у верхів’ї цієї річки спорудили водосховище Перібонка, для чого звели бетонну гравітаційну греблю Passes-Dangereuses висотою 48 метрів та довжиною 361 метр. Разом з трьома земляними дамбами висотою від 3,5 метра до 13,9 метра та загальною довжиною 969 метрів вона утримує водосховище з площею поверхні 316 км2 та об’ємом 5,6 млрд м3.
У 1956-1959 роках це сховище доповнили дериваційною гідроенергетичною схемою. Для цього звідси під лівобережним масивом проклали підвідний тунель довжиною 10,7 км з діаметром 10,5 метра, котрий подає ресурс до підземного машинного залу, розташованого на глибині 152 метри. Останній обладнали п’ятьма турбінами, які використовують напір від 143 до 195 метрів та первісно мали загальну потужність 750 МВт. Наразі останній показник рахується як 833 МВт.
Відпрацьована вода повертається у Перібонку по відвідному тунелю довжиною 2,7 км з діаметром 15,3 метра, при цьому він проходить під руслом річки та має вихідний портал на її правому березі.
Під час робіт зі спорудження ГЕС провели вибірку 2,45 млн м3 породи та використали 330 тис м3 бетону.
Власником станції є світовий алюмінієвий гігант Rio Tinto Alcan.